# Ine (król Wesseksu)
Ine (zm. 726 lub później), znany też jako Ini – anglosaski król Wessexu od 688 do 726 roku. Jeden z największych władców przed Alfredem Wielkim. Ine, jako pierwszy z panujących, wydał zbiór praw, który miał duży wpływ na kształtowanie się wczesnego społeczeństwa angielskiego.
Zdołał objąć tron po ustąpieniu króla Caedwalli, a w 694 roku zmusił Królestwo Kentu do wypłaty odszkodowania za zabójstwo brata Caedwalli, Mula. W 710 roku Nunna, król Sussexu, poparł go w walkach z kornwalijskimi Brytami, ale w latach 722 i 725 Ine wystąpił zbrojnie przeciw Sussexowi, który dawał schronienie jednemu z rywali do jego tronu. W 726 roku Ine zrzekł się władzy i udał się do Rzymu.
Kodeks praw Inego, zachowany jako dodatek do praw Alfreda, ustalał głównie procedury sądowe, wymieniając kary, jakie miały być wymierzane za różne przestępstwa. Zbiór praw Inego dowodzi, że Brytowie zostali włączeni do systemu społecznego Anglosasów.
Ważny port handlowy Southampton został najprawdopodobniej założony w czasie jego panowania.